# Bund Katholischer Rechtsanwälte
Der Bund Katholischer Rechtsanwälte e.V. (BKR) ist ein Zusammenschluss von katholischen Rechtsanwälten, Notaren, Patentanwälten, Steuerberatern und Wirtschaftsprüfern.

## Organisation
Der Verein wurde 1998 gegründet. Er ist Mitglied in der Arbeitsgemeinschaft der katholischen Organisationen Deutschlands (AGKOD) und der Katholische Akademikerarbeit Deutschlands (KAD). Er wird geführt in der Öffentliche Liste über die beim Bundestag registrierten Verbände (Lobbyliste). 
Ziel des Vereins ist die Auseinandersetzung mit religiös-ethischen Prinzipien eines christlichen Menschenbilds und Wertesystems sowie Fragen einer rechtlich-ethischen Weiterbildung. Die Mitglieder haben sich einem verbindlichen Ethik-Kodex unterworfen. Der Verein ist gebunden an ihre Satzung. Die Organe sind die Mitgliederversammlung und der Vorstand. Der Sitz des Vereins ist in Köln. 